# Alfred-René Texier
 (septembre 2013).
Pour les articles homonymes, voir Texier.
Marie-Gustave-Victor-René-Alfred Texier (né le 2 mars 1882 à Legé et mort le 2 décembre 1978 à Nantes), militaire français dans le XXe siècle, combattant de la Première Guerre mondiale au sein du 1er zouaves, a été général d’infanterie entre les deux guerres, puis résistant au sein de l’O.R.A. sous l’occupation allemande. Dans la Grande guerre 1914-1918, son nom est associé à la découverte de la galerie Est du Mont Cornillet. Il est également cité pour son action au combat dans les attaques de la 48e division d’infanterie des 18 et 19 juillet 1918, sur la ligne Villers-Hélon.

## Biographie
Alfred-René Texier est né à Legé le 2 mars 1882. Il entre à Saint Cyr âgé de dix-huit ans, en 1900, au sein de la promotion du Tchad. Il devient sous-lieutenant à vingt ans, et servit dix années sur la frontière de l’Est. En 1912, il rentre à l’École de guerre.

### Première Guerre mondiale
La Grande guerre 1914-1918 éclate à sa sortie de cette école. Il prend part, comme capitaine d’état-major, aux opérations de Lorraine, de Champagne et de la Somme, puis à l’état-major d’une division d’Afrique. À la bataille de Verdun (1916), il commande la 10e compagnie du 16e bataillon de chasseurs.
Il est capitaine de l’état-major de la division Joba lorsqu’il engage en mai 1917 la bataille du Mont Cornillet. Il est envoyé ensuite en mission spéciale à la recherche de la galerie centrale, puis découvre l’entrée de la galerie Est. Il en a donné une effroyable description qui sera publiée en 1975 dans la revue historique des armées.
En juillet 1918, pendant l’offensive générale, il commande le bataillon du 1er zouaves de l’armée Mangin. Il sera grièvement blessé de deux balles de mitrailleuses au cours de cette attaque.

### Entre les deux guerres
À la sortie du conflit, il passe au sous-secrétariat de la démobilisation et est nommé au 2e bureau de l’état-major de l’Armée (1920-1930). De 1931 à 1934, il participe brillamment aux opérations de pacification du Maroc à la tête du 2e régiment de tirailleurs marocains et y reçoit le mérite militaire chérifien, décoration très rare, la plus haute distinction chérifienne. On lui confia en 1935 le commandement de l'un des trois groupements de l’ouest chargés de pacifier l’Anti-Atlas occidental. La manœuvre consistait à isoler les différentes tribus sédentaires de la montagne, en les fixant sur le front nord de l’Anti-Atlas, et permettre ainsi au groupement de l’est d’effectuer une manœuvre débordante. Il obtient la même année le brevet d’aptitude au commandement des grandes unités, au centre des hautes études militaires.
Il est nommé général de brigade en 1937, commandant l’IDI 9, à Rennes.

### Seconde Guerre mondiale
Au début de la seconde Guerre mondiale en septembre 1939, il est affecté au commandement de la 20e division. Mais l’une de ses blessures de 1918 s’envenime et l’envoie à l’hôpital pour 4 mois. Cette hospitalisation lui fait perdre son commandement. Il rejoint les armées sur sa demande, encore incomplètement guéri, et reçoit en janvier 1940, le commandement d’une division de réservistes, la 57e division d’infanterie en secteur dans le Jura. Cette division est appelée en juin, par le Généralissime, sur le front de combat en vue de couvrir en avant de Paris, la droite de l’armée Frère (viie) retraitant au Nord. Lancée pour son baptême du feu dans une bataille perdue, « la 57e » recueille les troupes en repli et se dégage par une contre attaque le 11 juin 1940, à Neufchelles, de l’étreinte allemande. Puis, à partir du 12 juin, elle prend part à la retraite générale, ordonnée par le  haut commandement français, faisant front sur chaque coupure et ramenant jusque dans la Vienne, après douze jours de marche épuisante (aucun élément n’étant motorisé) ses unités très éprouvées, mais non désorganisés et disponibles encore pour le combat.
Le général Texier est mis à la retraite d’office le 20 août 1940 selon les lois de l’Armistice.
Passé au cadre de réserve comme général de division sous l’Occupation, il rejoint l’organisation de résistance de l’armée (O.R.A.), activée par son camarade, le général d’armée Aubert Frère. Plus tard, en septembre 1944, il demande au gouvernement, de retour à Paris, de lui confier un commandement, fût-ce dans un grade inférieur au sien, ce qui lui est refusé compte tenu de son âge. Mais en 1945, il continue de servir comme délégué du gouvernement, au conseil d’administration des œuvres d’entraide dans l’Armée.
Il décède à Nantes le 2 décembre 1978, âgé de quatre-vingt-seize ans et est enterré à Rocherservière (85).

## Décorations
- Grand officier de la Légion d'honneur ;
- Croix de guerre 1914-1918 : 13 citations, dont 8 palmes
- Croix de guerre 1939-1945: 1 palme
- Croix de Guerre T.O.E (Théâtre des Opérations Exterieures).: 3 palmes
- Ordre du Mérite Militaire Chérifien
- Croix de Guerre avec palme du Royaume de Belgique ;
- Médaille d'Outre-Mer ;